# George School
La George School è una scuola superiore sita a Middletown, Contea di Bucks, Pennsylvania. 
La George School è stata fondata nel 1891 e aperta nel 1893. John M. George, che ha donato gran parte del suo denaro alla scuola, ne è l'omonimo. Intesa come scuola per i membri della Società degli Amici, la George School è stata voluta come alternativa alla scuola ortodossa di Westtown. Oltre ai consueti corsi di preparazione al college, la scuola presenta dei programmi peculiari che derivano dal retaggio quacchero.